# Gabriela de la Garza
Gabriela de la Garza (Ciudad de México, Distrito Federal, México, 3 de octubre de 1976) es una actriz mexicana de cine y televisión, empresaria del mundo teatral y psicóloga de profesión. Inicia su formación artística en 1998 en La Casa del Teatro con el maestro Raúl Quintanilla, en el año 2000 continua sus estudios en el Centro de Formación Actoral CEFAC de TV Azteca.

## Filmografía
- 2023 Vencer la culpa - Manuela Román Landeros[2]
- 2023 De brutas, nada[3]
- 2022 ¿Quién mató a Sara? como Daniela Gómez[4]
- 2021 Amarres como Ana[5]
- 2019 Monarca como Ximena
- 2018 Lo que siento por ti  como Silvia
- 2017 El habitante (película)
- 2017 Un Lugar en el Caribe como Camila.
- 2016 Vuelve temprano como Clara Zavaleta.
- 2016 Yago como Sara Madrigal.
- 2015 El capitán como "Machu"
- 2014 Amor sin reserva como Bárbara de Castillo
- 2013 Lynch como Irene.
- 2012 Decisiones extremas  como Sandra.
- 2012 Capadocia como Italia.
- 2012 El fantástico mundo de Juan Orol como María Esquivel.
- 2011 Nos vemos, papá como Gabriela.
- 2010 Las Aparicio como Alma.[6]
- 2009 Bienes raíces Serie mexicana.
- 2009 Dragonball Evolution como Avatar.
- 2008 Alma legal Series de TV como Blanca.
- 2007 Cambio de vida
- 2007 Como ama una mujer como  Laura.
- 2006 Ángel, las alas del amor como Miranda.
- 2006 Un mundo maravilloso como la Secretaria del Ministro.
- 2004 Gitanas como Sandra.
- 2003 Mirada de mujer: El regreso
- 2003 Tú mataste a Tarantino
- 2002 El país de las mujeres como Fernanda.
- 2001-2002 Lo que callamos las mujeres como Diana/Malena.
- 2001 Amores, querer con alevosía como Carmela Villalonga.
- 2001 Lo que es el amor como Ximena.
- 2019 Solteras como Lucila

## Premios y nominaciones
En el 2010 Gabriela de la Garza obtuvo el premio Mejor actriz protagónica en el Festival y Mercado de Televisión Internacional que se realizó en Argentina en la ciudad de Mar del Plata.

### Premios TV y Novelas (México)
| Año  | Categoría             | Serie | Resultado |
| ---- | --------------------- | ----- | --------- |
| 2017 | Mejor actriz de serie | Yago  | Nominada  |